# 丸山町 (八王子市)
丸山町（まるやまちょう）は、東京都八王子市の地名である。丁番を持たない単独町名であり、住居表示未実施区域。郵便番号は192-0021（八王子郵便局管区）。

## 地理
八王子市の北東部に位置し、北部で昭島市と接する。加住北丘陵上に位置し、町域の北側には多摩川が流れている。西側の境界の一部は東京環状（国道16号）に沿っている。
南東で久保山町、南で宇津木町、西で滝山町、北で昭島市田中町、北東で平町と隣接する。

## 歴史
- 1977年（昭和52年） - 西武不動産による分譲住宅地、滝山台の地域が、滝山町及び平町から分割されて成立した。

## 世帯数と人口
2017年（平成29年）12月31日現在の世帯数と人口は以下の通りである。
| 町丁   | 世帯数  | 人口    |
| ------ | ------- | ------- |
| 丸山町 | 524世帯 | 1,241人 |

## 小・中学校の学区
市立小・中学校に通う場合、学区は以下の通りとなる。
| 番地 | 小学校                   | 中学校               |
| ---- | ------------------------ | -------------------- |
| 全域 | 八王子市立宇津木台小学校 | 八王子市立石川中学校 |

## 交通

### バス
- 西東京バス
  - 西武滝山台

### 道路
- 国道16号
- 東京都道162号三ツ木八王子線

## 施設

### 商業
- 東京給湯器サービス
- パーパス八王子サービス
- 信栄インテリア
- 幸和設備

### 公園
- 中央公園
- 滝山台テニスクラブ

## 史跡
- 平町遺跡 - 丘陵斜面に立地する縄文時代の遺跡。町域北西部にて縄文前期の住居跡が確認されている[6]。